# North East Region (Singapore)

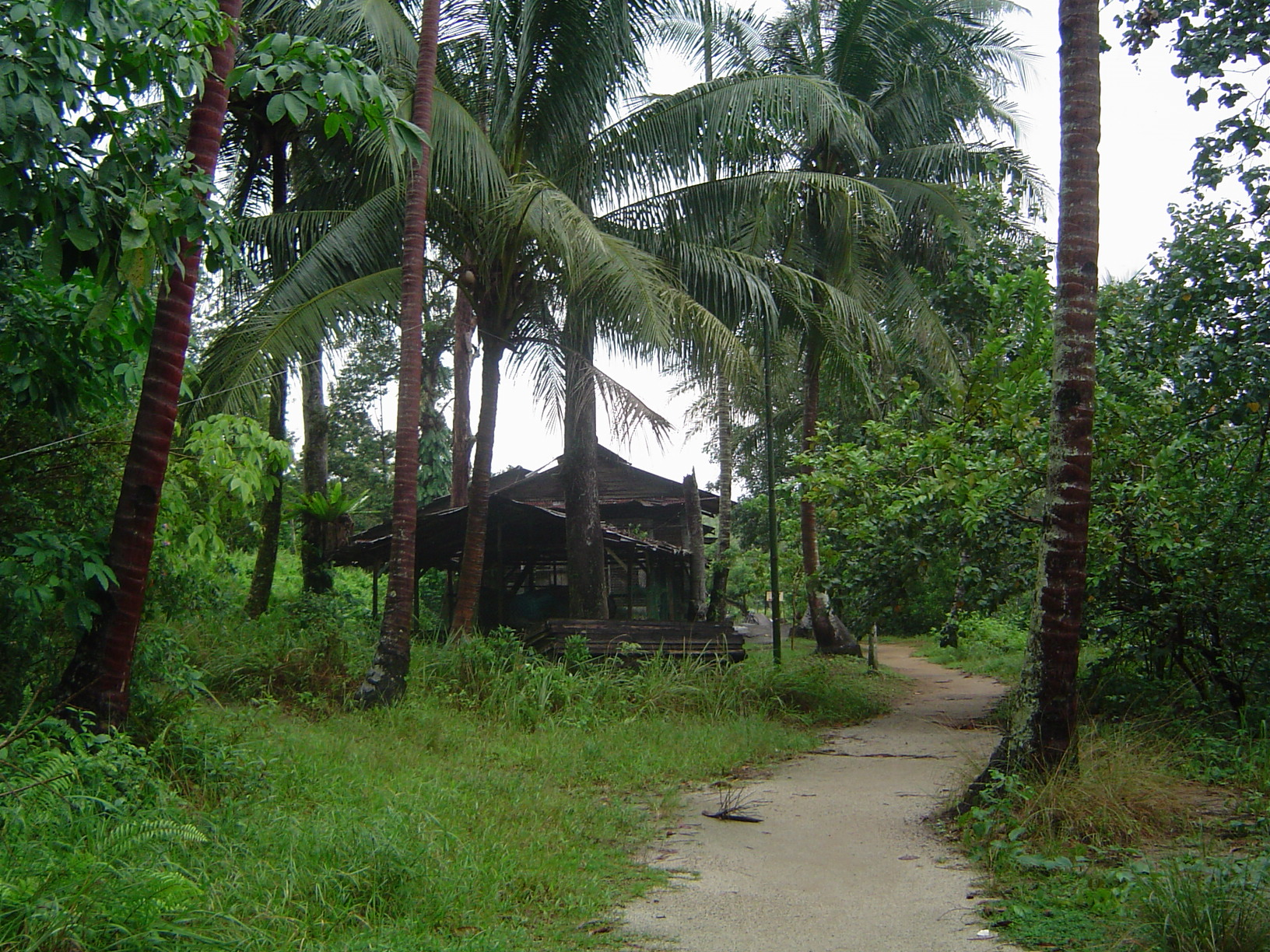
Vy från distriktet (ön Pulau Ubin)

Distriktet North East Region (även "North East") är ett av önationen Singapores 5 administrativa regioner.

## Geografi
Distriktet ligger på huvudöns Pulau Ujong nordöstra del och gränsar söder- och österut mot South East Region, norrut mot Johorsundet och västerut mot Central Region.
Distriktet har en yta på cirka 104 km². Befolkningen uppgår till cirka 921 900 invånare. Befolkningstätheten är cirka 8 864 invånare / km².
Inom distriktet ligger även ögruppen North-Eastern Islands.

## Förvaltning
Distriktet är underdelad i 7 stadsplaneringsområden. (Planning Areas).
| * Ang Mo Kio | * Hougang | * North-Eastern Islands | * Punggol | * Seletar | * Sengkang |
| * Serangoon  |           |                         |           |           |            |

Distriktet förvaltas av 5 kommunstyrelser ("Majlis Pembangunan Masyarakat" / Community Development Council) under ledning av en borgmästare (Mayor), South West Community Development Council, North West Community Development Council, Central Singapore Community Development Council, South East Community Development Council och North East Community Development Council.
Distriktets ISO 3166-2-kod är "SG-02". Huvudorten är Seletar distriktet i den norra delen.